# San Juan Cotzal
San Juan Cotzal är en kommunhuvudort i Guatemala.   Den ligger i departementet Departamento del Quiché, i den centrala delen av landet, 100 km nordväst om huvudstaden Guatemala City. San Juan Cotzal ligger 1 765 meter över havet och antalet invånare är 11 046.
Terrängen runt San Juan Cotzal är kuperad norrut, men söderut är den bergig. San Juan Cotzal ligger nere i en dal. Runt San Juan Cotzal är det ganska tätbefolkat, med 60 invånare per kvadratkilometer. Närmaste större samhälle är Nebaj, 12,4 km väster om San Juan Cotzal. I omgivningarna runt San Juan Cotzal växer i huvudsak städsegrön lövskog.